# Kerben (Kirgistan)
Kerben (kirg.: Кербен) – miasto w zachodnim Kirgistanie, w obwodzie dżalalabadzkim, ośrodek administracyjny rejonu Aksy. W 2009 roku liczyło 14,1 tys. mieszkańców.